# Tretioscincus
Tretioscincus es un género de lagartos de la familia Gymnophthalmidae. Se distribuyen por la mitad norte de Sudamérica y las islas de Sotavento. 

## Especies
Se reconocen a las siguientes especies:
- Tretioscincus agilis (Ruthven, 1916)
- Tretioscincus bifasciatus (Duméril, 1851)
- Tretioscincus oriximinensis Avila 1995